# 勝乗恵美
勝乗 恵美（かつのり めぐみ、旧姓：勝乘（かつのり）、1990年8月2日 - ）は、東京都出身のタレント、グラビアアイドル。イエローキャブ所属。

## 略歴
2007年2月から芸能人女子フットサルチーム「ミスマガジン」に所属。背番号は「8」。
同年7月、さかのぼって「ミスマガジンフットサル2006」を受賞。ちなみに2007はフットサルチーム同期入団の杉田沙緒里。また、同時期に「勝乘」から「勝乗」に改姓した。

## 出演

### TV
- イエローキャブログ（スカパー!371ch）
- アドレな!ガレッジ（テレビ朝日・2009年5月）

### 舞台
- DREAM WEEK（2006年）

### 映画
- 僕らの方程式（2008年）

### ネット配信ドラマ
- ローンダイエット大作戦 ~（東京スター銀行スペシャルサイト、2009年8月5日- 公開中）- 3名の主人公の1人2代目ベティ　役